# Teoría de la comunicación de los sistemas secretos
Teoría de la comunicación de los sistemas secretos es una publicación publicada en 1949 por Claude Shannon que habla de criptografía desde el punto de vista de la teoría de la información. Es uno de los tratamientos fundacionales (quizás el tratamiento fundacional) sobre la criptografía moderna. Es también una prueba que todos los cifrados indescifrables en teoría tienen que tener los mismos requisitos que una libreta de un solo uso[cita requerida]
Shannon publicó una versión más temprana de esta investigación en el informe clasificado Una Teoría Matemática de Criptografía, Memorándum MM 45-110-02, Sept. 1, 1945, Laboratorios Bell.  Este informe clasificado también precede a la publicación de su "Una teoría matemática de la comunicación", de 1948.